# بوب بيكارد
روبرت هاري بيكارد (من مواليد 3 سبتمبر 1952)، وهو لاعب سابق في كرة القدم الأمريكية، وكان يلعب في الدوري الوطني لكرة القدم لموسم واحد. لعب كرة القدم الجامعية في كزافييه.